# Приютово (смт)
Прию́тово (рос. Приютово, башк. Приют) — смт у складі Белебеївського району Башкортостану, Росія. Адміністративний центр та єдиний населений пункт Приютовської селищної ради. Приютово неодноразово претендувало на отримання статусу міста.
Розташоване на південному заході Республіки Башкортостан на стику трьох адміністративних районів: Белебеївського, Єрмекеєвського і Біжбуляцького. Селище знаходиться за 26 кілометрів від міста Белебей, в 80 від міста Туймази, за 100 км від міста Октябрського.
Залізнична станція на лінії «Уфа—Самара».
20 липня 2005 року до складу селища було включено присілки Малоприютово та Плодопитомника.

## Населення
Населення — 20891 особа (2010; 21150 в 2002).
Національний склад (2010):
- росіяни — 45,1 %
- татари — 25,5 %
- башкири — 12 %
- чуваші — 10 %
- мордва — 4,1 %
- українці — 1,6 %
- інші — 1,7 %

## Економіка
Видобуток нафти («Аксаковнафта»), газопереробний, молочний і комбікормовий заводи, Приютовське ЛПУ (філіал Уфатрансгаз). У селищі активно розвивається мале підприємництво.
Йде будівництво фізкультурно-спортивного комплексу. В селищі 4 середніх школи, 9 дитячих садочків, музична і художня школи, понад 10 років функціонує Центр дитячої творчості.

## Видатні уродженці
- Нізамов Каміл Різетдінович (*1938) — радянський інженер-нафтовик.